# Leptolaena masoalensis
Leptolaena masoalensis là một loài thực vật có hoa thuộc họ Sarcolaenaceae.
Nó chỉ được tìm thấy ở Madagascar.
Môi trường sống tự nhiên của nó là các khu rừng đất thấp ẩm nhiệt đới và cận nhiệt đới.
Nó bị đe dọa do mất môi trường sống.